# Radio (Dio)
Radio is een lied van de Nederlandse rapper Dio. Het werd in 2014 als single uitgebracht en stond in hetzelfde jaar op de gelijknamige ep van de artiest.

## Achtergrond
Radio is geschreven door Andy Ricardo de Rooy, Diorno Braaf, Yousef Gnaoui en Tevin Irvin Plaate en geproduceerd door Spanker. Het is een nummer dat past in het genre nederpop. In het lied zingt de artiest over liefdesverdriet. Hij vertelt dat hij niet meer naar de radio luistert omdat de liefdesliedjes die worden gedraaid hem herinneren aan degene die hem heeft verlaten. Dio schreef het nummer volgend op zijn eigen relatiebreuk het jaar voor uitbrengen van het lied.
Behalve als single was het lied ook op een gelijknamige ep te vinden. Andere nummers die op deze ep stonden waren Ich don't care, Zoals dit met Lil' Kleine, Party alert met Willem.

## Hitnoteringen
De zanger had weinig succes met het lied in Nederland. Het had geen notering in de Single Top 100 en ook de Top 40 werd niet bereikt; het lied bleef steken op de zesde plaats van de Tipparade.